# 星井巌
星井 巌（ほしい いわお、ドイツ名：ペテル・J・ヘルツォーク、Peter J. Herzog、1905年 - 1996年8月27日）は、ドイツ出身の神父、上智大学教授で、後に還俗して日本人女性と結婚し、日本に帰化し、銀行勤務のかたわら日本についての文明批評などを発表した著作家。ドイツ名の日本語表記には、「ペーテル・ヘルツォグ」、「ペーテル・ヘルツオグ」、「ペテル・J・ヘルツオグ」、「ペドロ・ヘルツォーク」などの揺れがある。

## 経歴
ドイツ帝国時代のアーヘンに生まれ、長じてイエズス会に入って神父となり、1935年に来日した。
1939年には、兵庫県西宮市で、遠藤周作の母・郁と知り合っている。当時から学識豊かな人物と評されており、母語のドイツ語のほかに英語、フランス語、スペイン語、ラテン語、ギリシア語に通じているとされていた。1937年にアメリカ合衆国に渡ったが、1940年に再び来日した。
1941年、ヘルツォークは上智大学文学部教授となり、国際法を担当した。1944年には著書『神の光栄』が遠藤郁の翻訳で出版された。
1948年、雑誌『カトリック・ダイジェスト (Catholic Digest)』日本版の編集長を務めることとなったヘルツォークは、大学を出たばかりの遠藤周作に編集補助の仕事を与えた。後に1953年にフランス留学から帰国した遠藤周作に編集長職を譲るが、雑誌は程なくして廃刊となってしまい、それに激怒してヘルツォークと口論となった遠藤郁は脳溢血で急死したとされる。
1955年、遠藤周作と岡田順子の結婚式をヘルツォークが司式したが、事前の公教要理の際に、順子がヘルツォークと女性秘書との関係を察し、出向くのをやめるというできごとがあった。
1957年、ヘルツォークは、上智学院修道院長、上智大学学監の要職にあったが、突如失踪し、上智学院に解雇されて、還俗し、日本人女性と結婚した。1958年には日本に帰化し、以降は富士銀行、安田信託銀行に勤務しつつ、文明批評などを発表した。

## おもな著作
- （遠藤郁 訳）神の光栄 : カトリック敬虔の教義的基礎、上智学院出版部、1944年．
- （T・F・M・アダムスとの共著）T.F.M. Adams, Iwao Hoshii: Financial History of the New Japan, Kodansha America, Inc, 1972.
- Iwao Hoshii: Responsible Parenthood (World of Sex volume three), Japan Library, 1987.
- Peter J. Herzog: Japan's Pseudo-Democracy, New York Univ Press, 1993.